# Vinke & Co

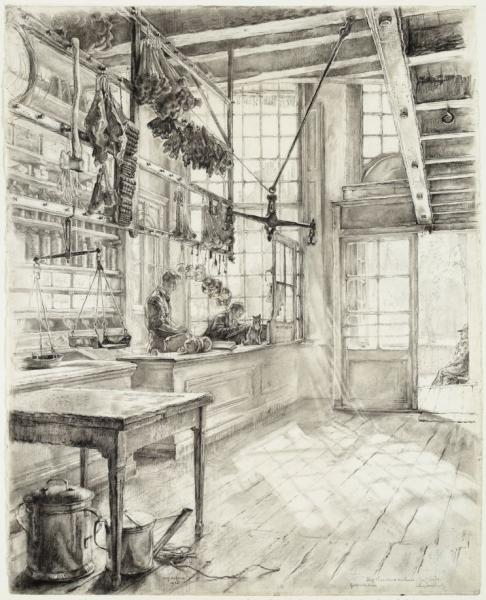
Interieur van de winkel van J. & J. Vinke, getekend door W.G. Hofker in 1936

De firma Vinke & Co was aan het einde van de negentiende eeuw en begin twintigste eeuw een van de belangrijkste trampvaartrederijen van Nederland. Zij voerde de directie over de rederijen NV Stoomvaart-Maatschappij “Oostzee”, de NV Stoomboot-Maatschappij “Hillegersberg”, de NV “Houtvaart” en na de Tweede Wereldoorlog de NV “Nederlandse Maatschappij voor de Walvisvaart”. In 1985 beëindigde Vinke & Co alle eigen scheepvaartactiviteiten.

## Geschiedenis

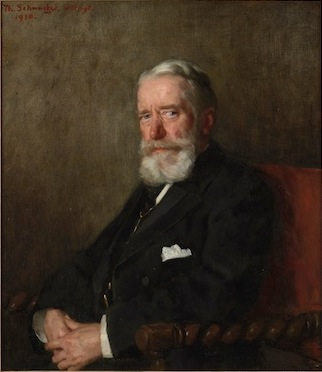
Albertus Vinke, geschilderd door Therèse van Duyl-Schwartze in 1910

Strikt genomen was Vinke & Co geen rederij. De firma bezat namelijk zelf geen schepen (uitgezonderd deelname in enkele zogenaamde partenrederijen van zeilschepen in de 19de eeuw). De firma Vinke & Co kwam voort uit de scheepsvictualiënwinkel J. & J. Vinke aan de Geldersekade 8 te Amsterdam, de Ship Chandlers Warehouse, van Jan en Jannes Vinke. De familie Vinke kwam oorspronkelijk uit Heemse bij Hardenberg. In 1840 kwam neef Egbert Warnderink Vinke uit Heemse naar Amsterdam om de firma te versterken.
Na het overlijden van Jannes Vinke in 1854 werd neef Albertus Vinke naar Amsterdam gehaald. Hij richtte op 11 mei 1860 de firma Vinke & Co op als cargadoorsbedrijf en scheepsmakelaardij. Via de victualiënwinkel werden de eerste contacten gelegd. Vinke & Co specialiseerde zich aanvankelijk in houtbevrachtingen van Noorwegen, Zweden, Finland en Rusland (onder meer Archangel).
Aan het einde van de negentiende eeuw namen veel cargadoors initiatief tot de oprichting van eigen rederijen, bijvoorbeeld omdat zij merkten dat tussen twee gebieden voortdurend vraag was naar vervoer van bepaalde goederen. Vinke & Co nam in de tweede helft van de negentiende eeuw deel in rederijen in de vorm van de partenrederij, voor zij overging tot de oprichting van de eigen stoomvaartmaatschappijen.

## De tramprederijen

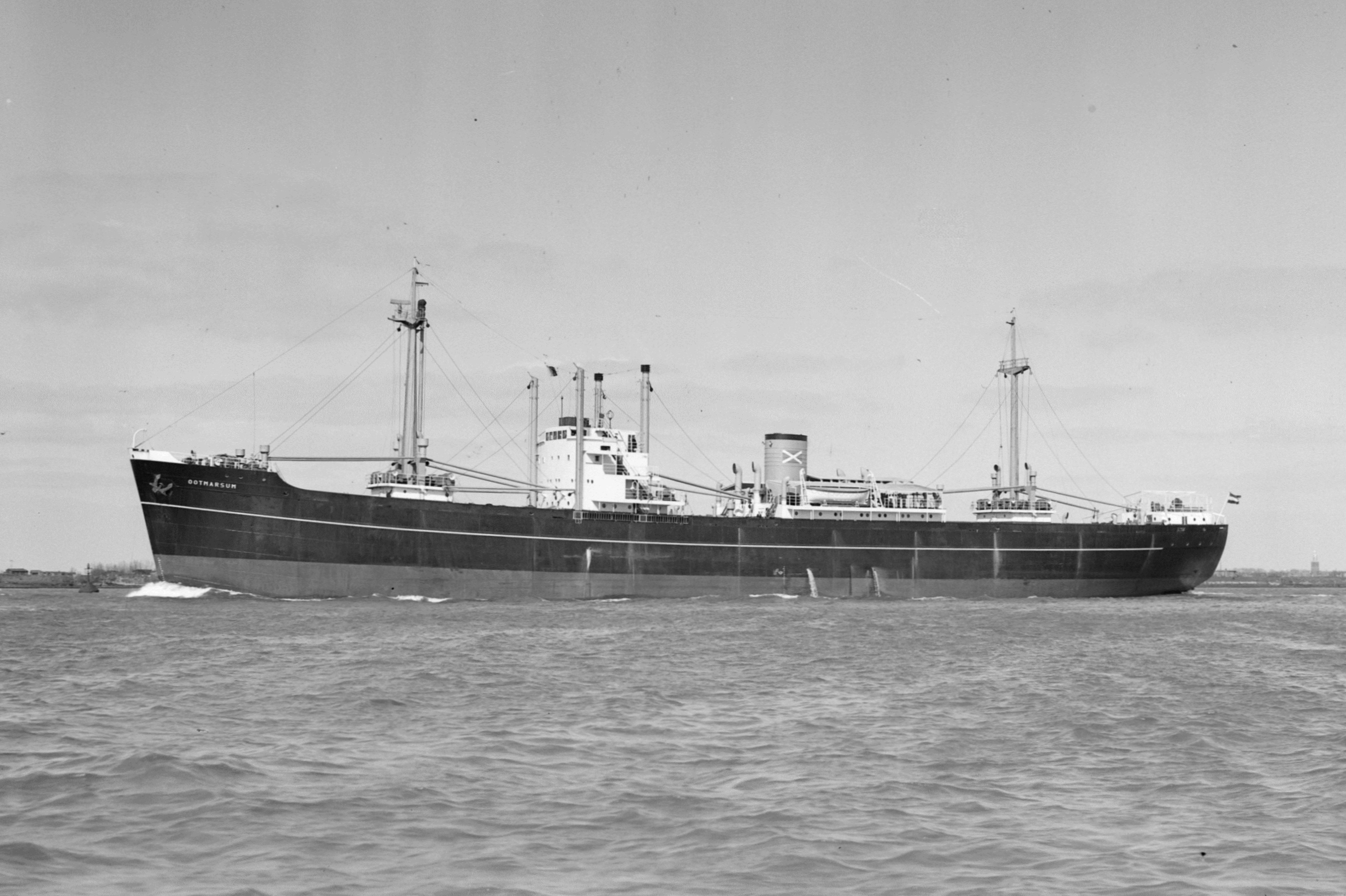
De Ootmarsum gebouwd in 1951

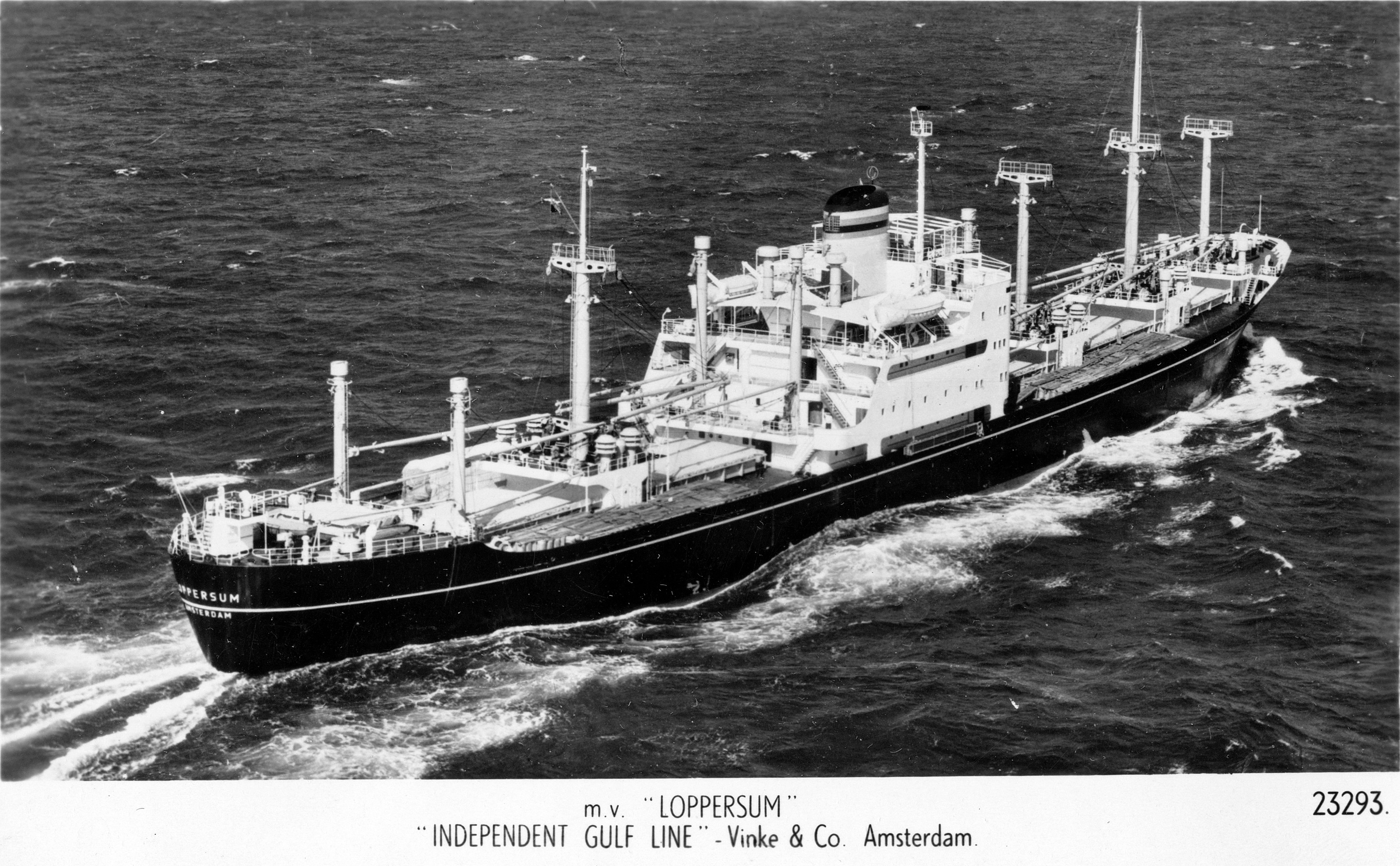
De Loppersum kwam in 1957 in de vaart

In 1889 kwam zoon Gerrit Warnderink Vinke (1868-1957) te werken op het kantoor aan de Geldersekade. Al snel na zijn aantreden besloot hij tot de oprichting van een eigen stoomvaartrederij, maar de realisatie daarvan liet nog even op zich wachten. In 1897 werd de NV Stoomvaart-Maatschappij Oostzee opgericht met Albertus en zijn zoon Gerrit Warnderink in de directie. In 1905 werd de NV Stoomboot-Maatschappij Hillegersberg opgericht, en in 1910 richtte Gerrit Warnderinks jongere broer Egbert Hendrik Vinke (1876-1954) de NV Houtvaart op vanuit het kantoor in Rotterdam.
De directie van deze drie rederijen werd gevoerd door Vinke & Co. Drie van de vier zonen van Albertus Vinke zaten in de directies van de rederijen. De tweede zoon mr. dr. Willem Jacob Vinke (1871-1910), jurist en dispacheur, was in 1910 jong overleden aan een longontsteking. In 1911 nam de jongste broer Nico Vinke (1878-1932) de directeurspositie van Oostzee over van zijn vader.
Later werden voor de directievoering van de rederijen aparte firma’s opgericht. Zo werd in 1947 de firma Vinke & Zonen opgericht, die de directie voerde over de rederijen Oostzee en Houtvaart.

## Verdere uitbreiding
Omdat Vinke & Co in de jaren twintig in Antwerpen diverse bevrachtingen had afgesloten en omdat ook veel van haar schepen daar laadden en losten, werd in 1927 besloten om daar een kantoor op te richten onder de naam Vinke & Co’s Scheepsagenturen SA. Aan het hoofd kwam W. Crommelin, medeoprichter van de NV Houtvaart. De zaak kwam slechts langzaam vooruit, omdat de concurrentie van de Belgische cargadoors veel sterker bleek dan verwacht. Pas na de Tweede Wereldoorlog gingen de zaken beter, na oprichting door Vinke & Co van de Independent Gulf Line, een lijndienst naar de Golf van Mexico waarbij ook Antwerpen werd aangedaan. Ook werd Vinke & Co aangesteld voor het management van de vier Nederlandse tankers van NedGulf Tankers NV.

## NV Nederlandse Maatschappij voor de Walvisvaart (NMW)
In 1945 werd de NV Nederlandse Maatschappij voor de Walvisvaart (NMW) opgericht waarover Vinke & Co de directie voerde. De achtergrond van de oprichting van deze NV was vooral de naoorlogse situatie in Nederland, waarin de Nederlandse regering bezorgd was over een tekort aan oliën en vetten voor consumptiedoeleinden. Hierdoor kon met financiële steun van de regering een rendabel bedrijf worden opgezet. Voor de walvisvaart werd tussen 1946 en 1955 motorschip Willem Barendsz ingezet, in 1955 omgedoopt tot m.s. Bloemendael, en vanaf 1955 de m.s. Willem Barendsz (II). In de tweede helft van de jaren vijftig werd duidelijk dat de walvispopulatie snel achteruit ging en werd vangstquotering in internationaal verband onvermijdelijk. In 1963/1964 maakte de Willem Barendsz zijn laatste expeditie en in 1967 werd de NV opgeheven.

## Afloop
De schaalvergroting in de tankvaart en de stijging in de exploitatiekosten bemoeilijkte halverwege de jaren zestig het voortbestaan van veel rederijen. In 1973 werd de NV Stoomboot-Maatschappij “Hillegersberg” vrijwel geheel overgenomen door de Noorse Fearnly & Eger Groep en kreeg het de naam “N.V. Fearnly International". Deze nam in 1974 vervolgens vrijwel alle aandelen over van de NV Stoomvaart-Maatschappij “Oostzee”. Na 1977 ging het bergafwaarts met deze NV. De NV “Houtvaart” die in 1974 was veranderd in de BV “Houtvaart” had vanaf 1975 al geen schepen meer. Vanaf 1985 had Vinke & Co helemaal geen eigen schepen meer en richtte het zich op de scheepsagenturen voor buitenlandse lijnvaartmaatschappijen, een reisbureau en het cargadoorsbedrijf. Bij gebrek aan opvolging besloot nazaat Gerry Warnderink Vinke (1921-2002) in 1993 om het bedrijf te verkopen aan de Burger-groep waarvan het onderdeel werd als “Vinke BV”.

## Consulaten
Diverse leden van de familie Vinke bekleedden ook consulaten. Nico Vinke was van 1930 tot 1931 consul van Noorwegen te Amsterdam, Gerrit Warnderink Vinke van 1931 tot 1938, Albertus Warnderink Vinke van 1939 tot 1963, en Gerry Warnderink Vinke van 1964 tot 1994, en daarna zijn achterneef E.J. Vinke. In Rotterdam bekleedde vanaf de jaren twintig Albertus Vinke (1903-1990) het Finse consulaat. Eugène Vinke (1912-1987) bekleedde het consulaat van IJsland te Amsterdam.

## Trivia

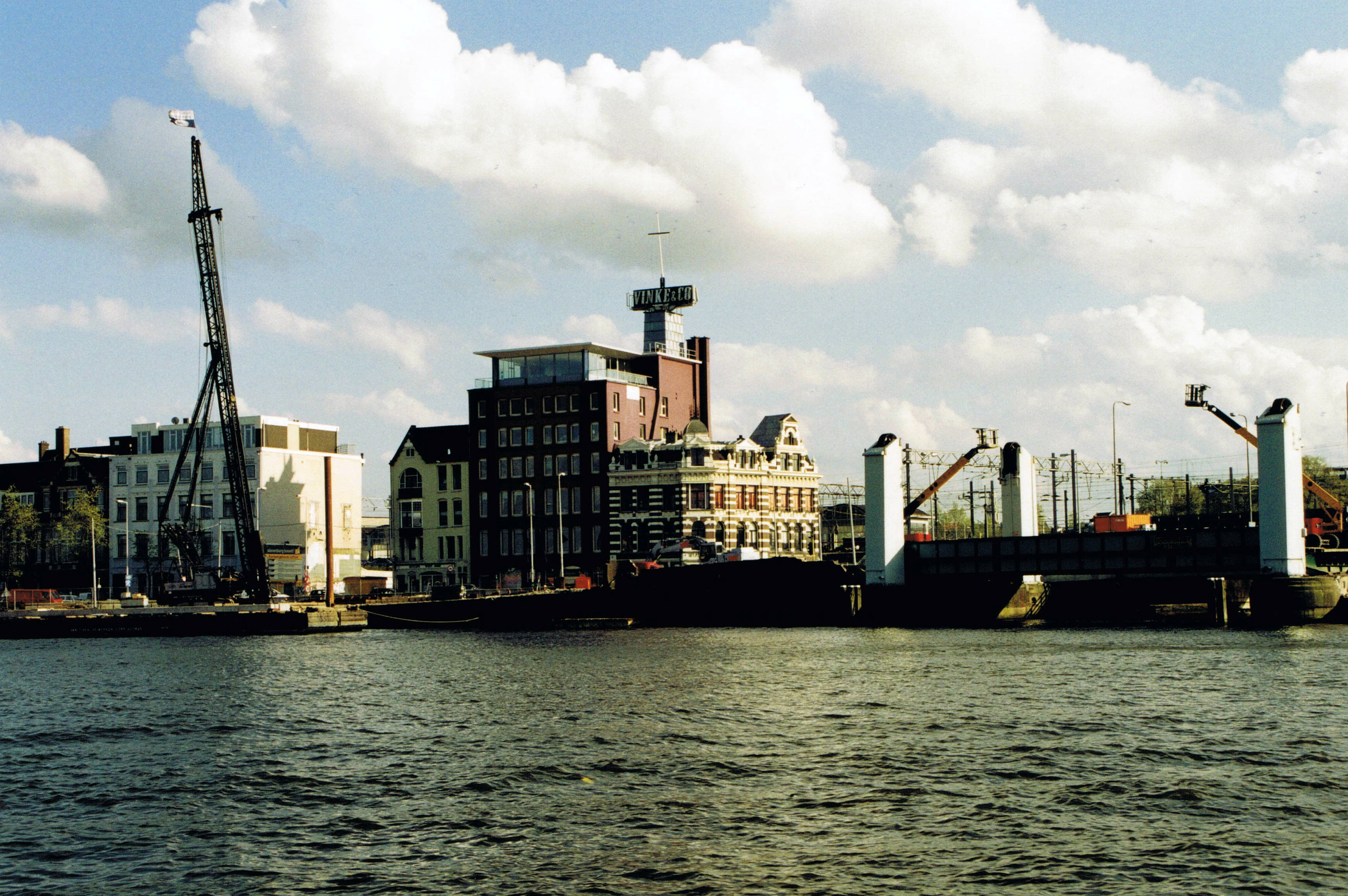
Het kantoor van Vinke & Co aan de De Ruyterkade 107 in 2001

- De "Co" in de firmanaam heeft waarschijnlijk nooit bestaan. Deze toevoeging werd in de 19de eeuw wel meer toegepast op firmanamen.
- In 1955 betrok Vinke & Co een nieuw kantoor aan de De Ruyterkade 107. Hoewel dit pand in 1996 werd verkocht, staat er nog steeds in grote letters ‘Vinke & Co’ op het dak.